# Ozzie Cadena
Ozzie Cadena, vlastním jménem Oscar Cadena, (26. září 1924 – 9. dubna 2008) byl americký hudební producent.

## Život a kariéra
Narodil se v Oklahoma City a jako dítě se odstěhoval do newjersejského Newarku. Později, během druhé světové války, působil v jižním Pacifiku jako člen Námořní pěchoty. Dlouhodobě pracoval pro vydavatelství Savoy Records. Působil zde jako producent, ale také jako A&R. Poprvé nahrával s pozounisty J. J. Johnsonem a Kaiem Windingem v roce 1954. Poté, co odešel od Savoy Records, začal pracovat jako hlavní A&R pro Prestige Records. Zemřel v kalifornském Torrance na zápal plic ve věku 83 let.